# Simonetta Vespucci
Simonetta Vespucci, nata Cattaneo (Genova o Portovenere, 28 gennaio (?) 1453 – Firenze, 26 aprile 1476), fu una gentildonna italiana, tra le più note del Rinascimento, ritenuta la musa ispiratrice di Sandro Botticelli.
Venne amata da Giuliano de' Medici, il fratello minore di Lorenzo il Magnifico. Alcuni ritengono si possa riconoscere nelle vesti della dea Venere nella Nascita di Venere di Sandro Botticelli oppure nella stessa dea, in Flora ed in una delle Tre Grazie (quella al centro) nell'allegoria della Primavera. Tali identificazioni sono però prive di riscontri nelle fonti storiche, come dimostrato sin dal 1930 da Jacques Mesnil e ribadito da Ernst Gombrich, che definì l'identificazione con Simonetta un mito romantico, seguito dalla maggior parte della letteratura critica successiva.

È stato ipotizzato sia stata ritratta da altri artisti, come Piero di Cosimo che dipinse il Ritratto di Simonetta Vespucci, nel quale è raffigurata come la regina Cleopatra, con un aspide che le cinge il collo. Anche questa identificazione è stata però ritenuta improbabile da gran parte della letteratura critica, dato che il dipinto è identificabile con quello visto da Vasari in casa di Francesco da Sangallo, da lui nominato solo come una Cleopatra senza far menzione Simonetta. Allo stato attuale delle conoscenze non è dunque possibile identificare in modo sicuro il volto della Vespucci in nessuna opera d'arte a noi giunta.

## Biografia

### Origini

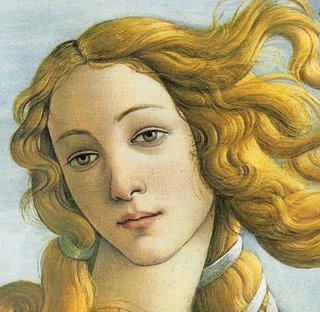
Nascita di Venere (1482–1485 ca.) di Botticelli, Galleria degli Uffizi. L'indentificazione di Simonetta in questo quadro è stata messa in dubbio dalla quasi totalità della letteratura specialistica

Simonetta nacque dai nobili genovesi Gaspare Cattaneo della Volta e Caterina Violante Spinola (detta Catocchia) il 28 gennaio 1453 (gli storici non sono concordi circa il suo luogo di nascita, se Genova o Fezzano di Portovenere), membro dunque della nobile famiglia Cattaneo.
I suoi genitori divennero noti per aver dato i natali a questa leggendaria "Venere vivente". Inoltre, Simonetta Vespucci, da parte di madre, era imparentata con gli Appiani, signori di Piombino. 

### Il matrimonio
Nell'aprile del 1469, quando aveva appena sedici anni, andò incontro al giovanissimo sposo Marco Vespucci, un cugino lontano del navigatore Amerigo Vespucci, nella chiesa gentilizia di San Torpete, alla presenza del Doge di Genova e di tutta l'aristocrazia cittadina.
Si ritiene che Simonetta avesse accompagnato da bambina i genitori in esilio nella villa che la famiglia Cattaneo possedeva a Fezzano di Portovenere, dove visse fino ai sei anni. 
La madre aveva sposato in prime nozze Battista Fregoso (1380-1442) da cui aveva avuto una figlia, Battistina, andata sposa a Jacopo III Appiano, signore di Piombino. 
Inoltre, durante il periodo di esilio, i Cattaneo furono ospitati dagli Appiani a Piombino. Simonetta rimase alla sua corte fino al 1468, anno del suo matrimonio. Qui Piero Vespucci, padre di Marco, era spesso ospite per ragioni di affari. A Piombino venne combinato il matrimonio tra Simonetta e Marco.
Il giovane sposo era da poco stato inviato dal padre Piero a Genova per studiare i sapienti ordinamenti del Banco di San Giorgio, con cui aveva stretti rapporti lo stesso Jacopo III e di cui era procuratore appunto Gaspare Cattaneo, che nel 1464 era stato testimonio della dedizione di Genova a Francesco Sforza, duca di Milano. Marco Vespucci, accolto dai Cattaneo, si era innamorato perdutamente della bella Simonetta e il matrimonio era stato una logica conseguenza, visto l'interesse dei Cattaneo a legarsi con una potente famiglia di banchieri fiorentini, intimi dei Medici. La recente caduta di Costantinopoli e la perdita delle colonie orientali aveva infatti particolarmente colpito economicamente e moralmente la famiglia Cattaneo.

### La vita a Firenze alla corte dei Medici

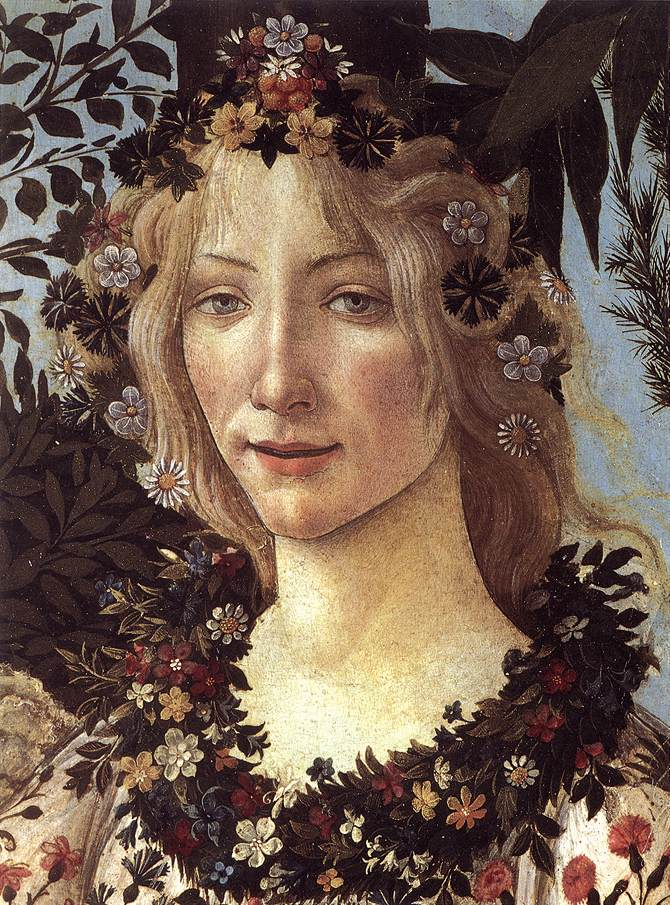
Primavera (1482 ca.) di Botticelli, Galleria degli Uffizi. Flora, l'allegoria della primavera stessa. Essa, vestita di fiori e cinta con girlande fiorite, annuncia l'arrivo della nuova stagione. Qualcuno ha supposto, senza base documentaria, che possa essere il volto di Simonetta

Dopo il matrimonio, la coppia si stabilì a Firenze, città dei Vespucci. L'arrivo degli sposi coincise con l'assunzione di Lorenzo il Magnifico a capo della Repubblica. I due fratelli Lorenzo e Giuliano accolsero gli sposi nel palazzo Medici di via Larga e in loro onore organizzarono una sontuosa festa nella villa di Careggi. Si susseguirono brevi anni di feste e ricevimenti in una vita sontuosa di cui la corte medicea era il centro.
Il primo grande innamorato di Simonetta fu lo stesso Lorenzo: senza di lui, del suo dichiarato amore e della sua approvazione, non ci sarebbero state tante testimonianze poetiche e pittoriche della donna. Lui stesso, quando lei era ancora in vita, le dedicò poesie come le Selve d'Amore, però nella forma prudente da lui prediletta di donna-stella secondo la teoria dantesca della donna angelicata.
Nel 1473 giunse a Firenze il corteo di Eleonora d'Aragona scortata dal fratello Alfonso duca di Calabria ed erede al trono di Napoli, che si recava a Ferrara per sposare Ercole I d'Este. In quella occasione Alfonso conobbe Simonetta e se ne innamorò, ma la loro relazione fu presentata in letteratura come di natura platonica. In questa occasione il Magnifico sfruttò l'avvenenza della giovane donna come strumento per stringere alleanza con il regno di Napoli.
L'apice si raggiunse con il "Torneo di Giuliano", un torneo cavalleresco svoltosi in piazza Santa Croce nel 1475. Qui Giuliano de' Medici, secondo quanto immortalato dal poemetto Stanze per la giostra di Giuliano de' Medici di Angelo Poliziano, promise e dedicò la vittoria a Simonetta, presente tra il pubblico.  Portò uno stendardo, dipinto dal Botticelli e che raffigurava Simonetta nei panni allegorici di Venere-Minerva con ai piedi Cupido incatenato ed il motto La sans par scelto personalmente da Lorenzo. Questo purtroppo è andato distrutto, data la deperibilità del tessuto. Un altro stendardo venne commissionato alla bottega di Verrocchio, probabilmente disegnato da Leonardo. Anche questo è andato perduto, ma il disegno preparatorio è giunto fino a noi conservato al Gabinetto dei Disegni agli Uffizi. Simonetta fu la trionfatrice e venne proclamata "regina del torneo", offrendo personalmente a Giuliano il premio della giostra, un elmo di squisita fattura realizzato nella bottega del Verrocchio. La sua grazia aveva ormai conquistato tutti a Firenze, in primis Giuliano diventato suo amante . Dopo la morte di Simonetta, Giuliano ebbe una sola relazione con una dama fiorentina, Fioretta Gorini della famiglia dei Pazzi, che gli darà anche un figlio, Giulio, il futuro pontefice Clemente VII. Il Pulci le dedicò alcuni sonetti, e anche il Magnifico la celebrò nelle sue Selve d'Amore ed in quattro sonetti dopo la sua morte.

### La morte

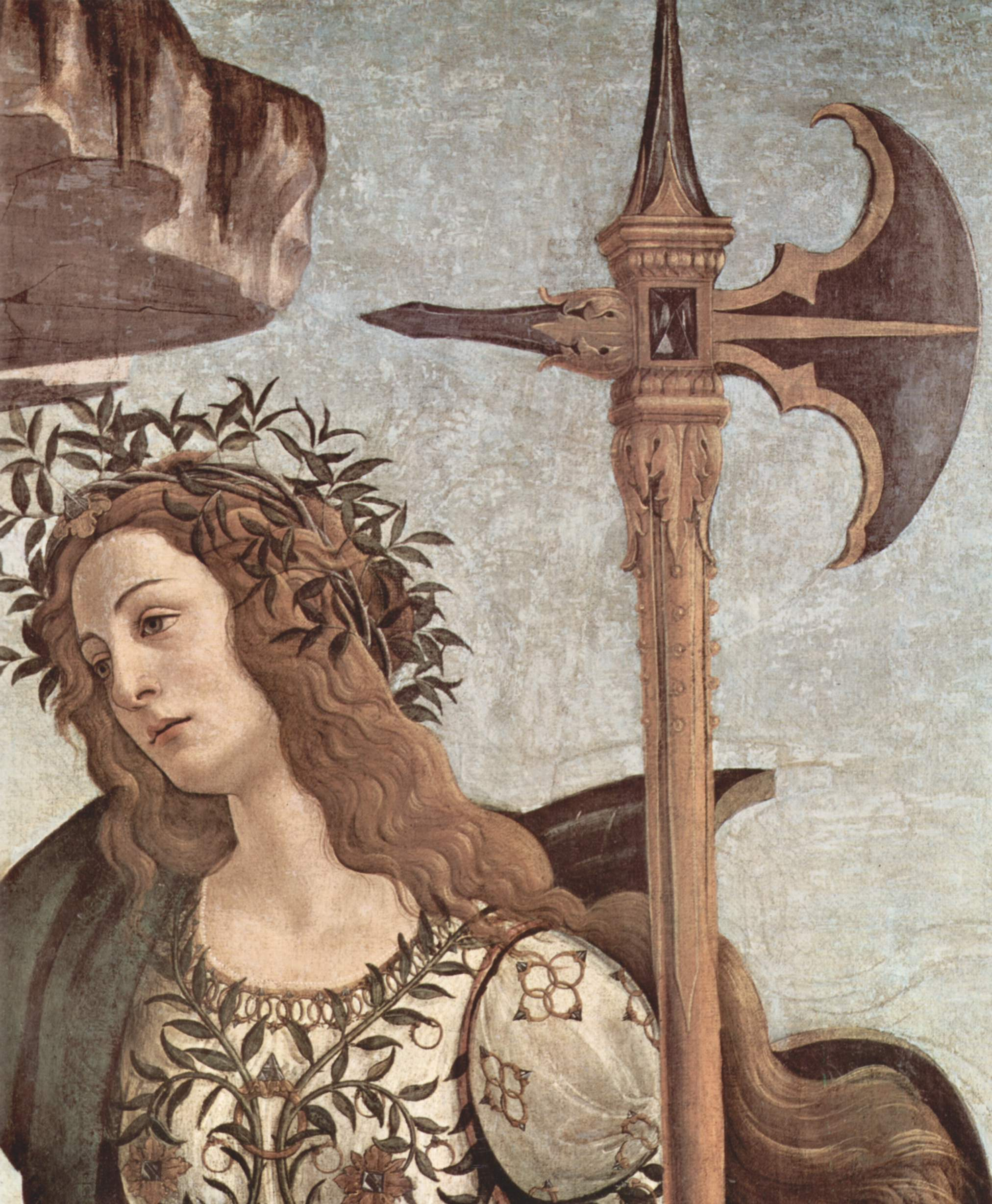
Pallade e il centauro (particolare) (1485 ca.) di Sandro Botticelli, Galleria degli Uffizi. Allegoria morale che rappresenta il dominio della ragione sugli istinti. Si suppone che Minerva abbia il volto di Simonetta.

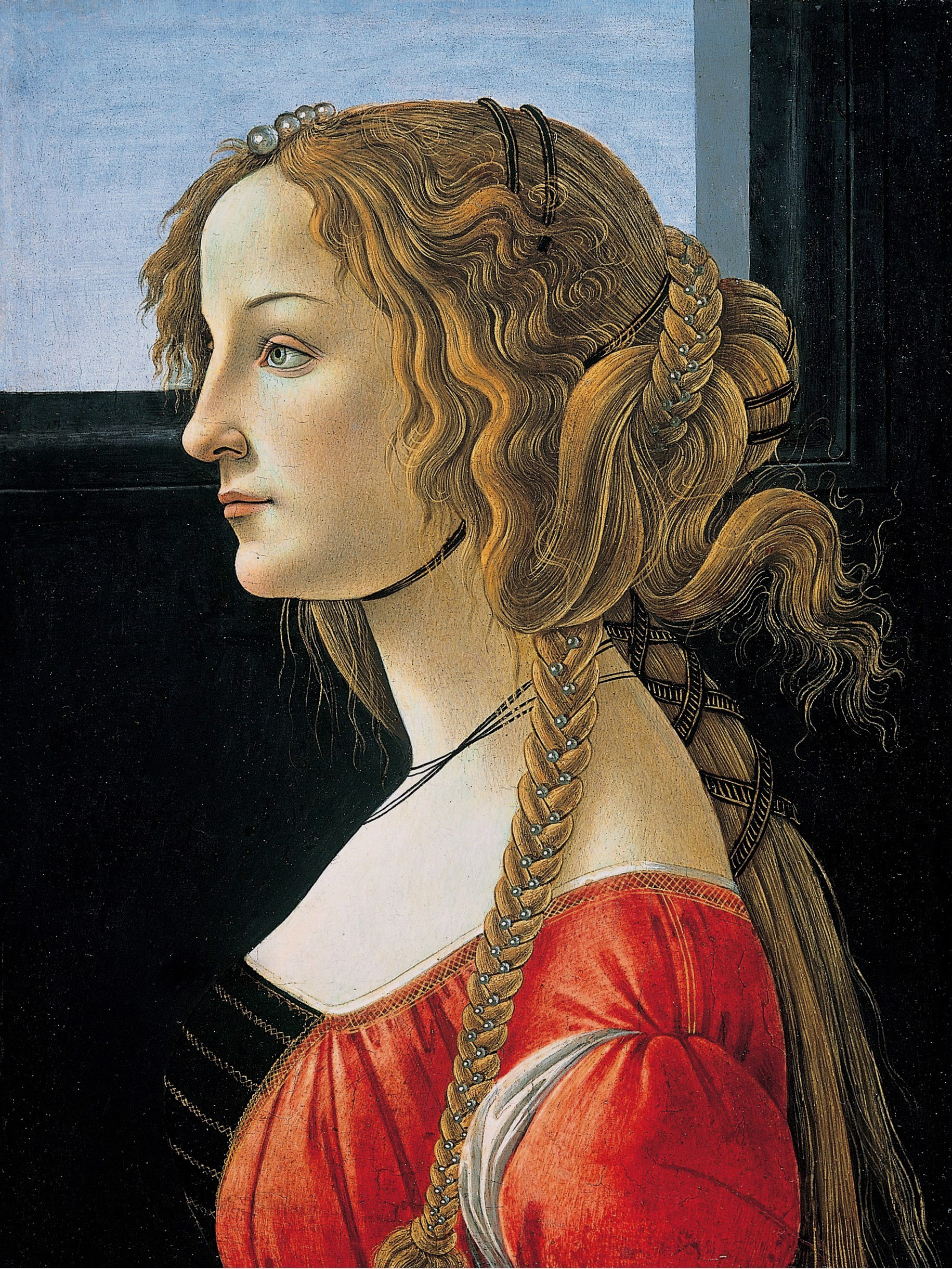
Ritratto di giovane donna (1476 ca.) di Sandro Botticelli, Staatliche Museen di Berlino. Si è ipotizzato sia un ritratto ideale postumo di Simonetta.

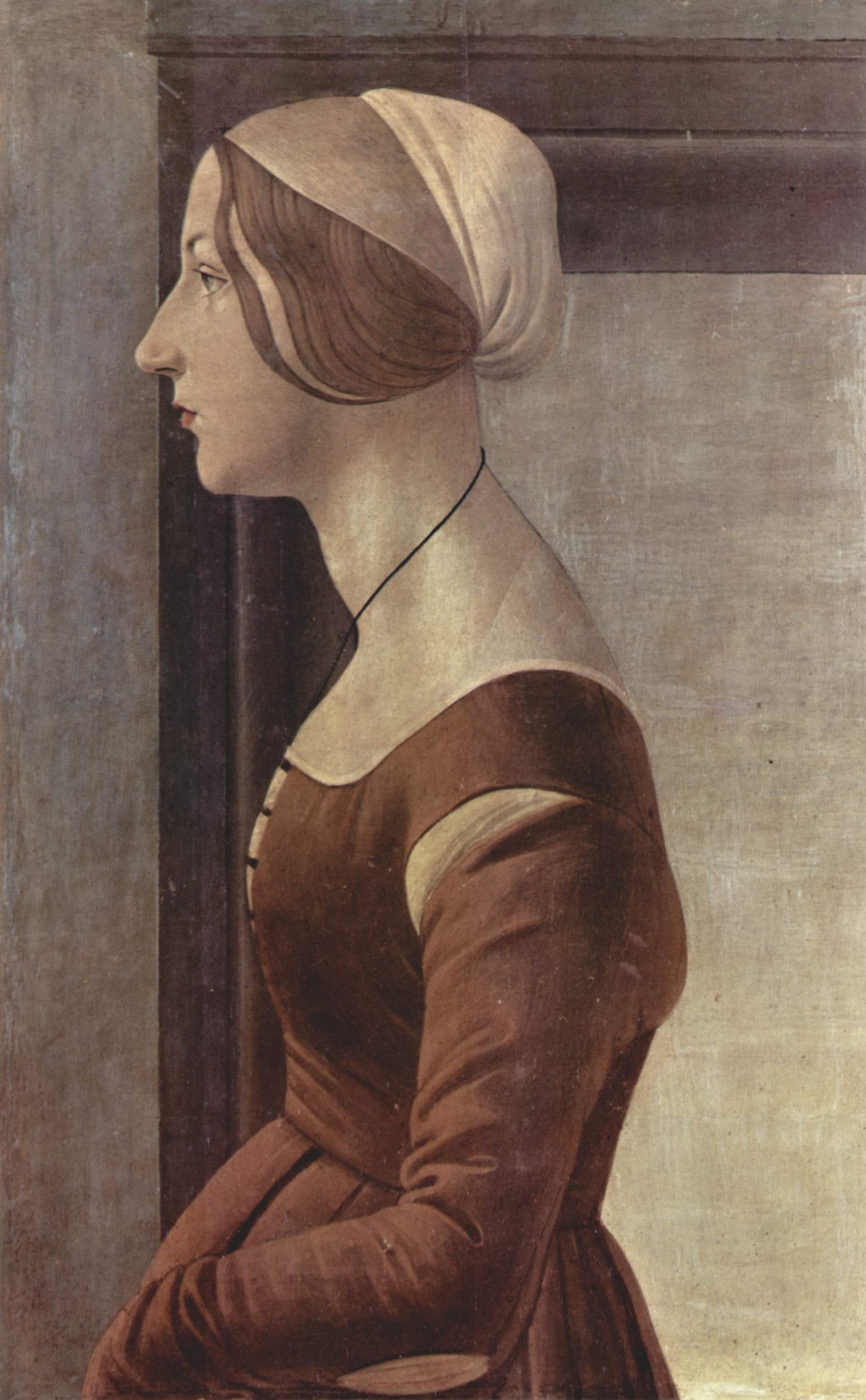
Ritratto di giovane donna (1475 ca.) di Sandro Botticelli, Galleria Palatina di Palazzo Pitti (Firenze).
Tradizionalmente questo ritratto femminile del Botticelli è noto come "Bella Simonetta".
Più probabilmente, viste le differenze somatiche, si tratterebbe di Clarice Orsini o Fioretta Gorini.

L'esistenza di Simonetta, purtroppo, fu una vera e propria fugace meteora perché il 26 aprile 1476, all'età di soli ventitré anni, la giovane donna morì. Tradizionalmente, si pensa che la morte sia stata provocata da tisi (o polmonite, all'epoca altrettanto letale); tuttavia nuove ipotesi suggeriscono che Simonetta fosse in realtà affetta da adenoma ipofisario con secrezione di prolattina ed ormone della crescita e che era verosimilmente sterile. L'aumento di volume del tumore la condusse alla morte. Il giorno del funerale il 27 aprile fu portata attraverso Firenze in una bara scoperta vestita di bianco affinché il popolo potesse ammirarla un'ultima volta, un'eccezione fatta solo per personaggi speciali.
(Lorenzo de' Medici, Comento de' miei sonetti)
Per la sua triste scomparsa Lorenzo il Magnifico scrisse quattro sonetti di cui è noto soprattutto il primo:
(Lorenzo de' Medici, Comento de' miei sonetti)

Anche Giuliano scrisse versi per Simonetta, certamente non al livello di quelli del più celebre fratello, ma ugualmente addolorati e sentiti. Questo è il primo:
(Giuliano de' Medici, sonetti)
Fu sepolta nella Chiesa di Ognissanti, patronata dalla famiglia Vespucci, probabilmente nella cappella di Giuliano Vespucci, nonno di Marco, nel transetto a sinistra. La tomba di Simonetta però non esiste più, perché la cappella fu in seguito trasformata in cappella di San Francesco e fu traslata o svuotata, ma non si conosce né in che anno né da parte di chi.

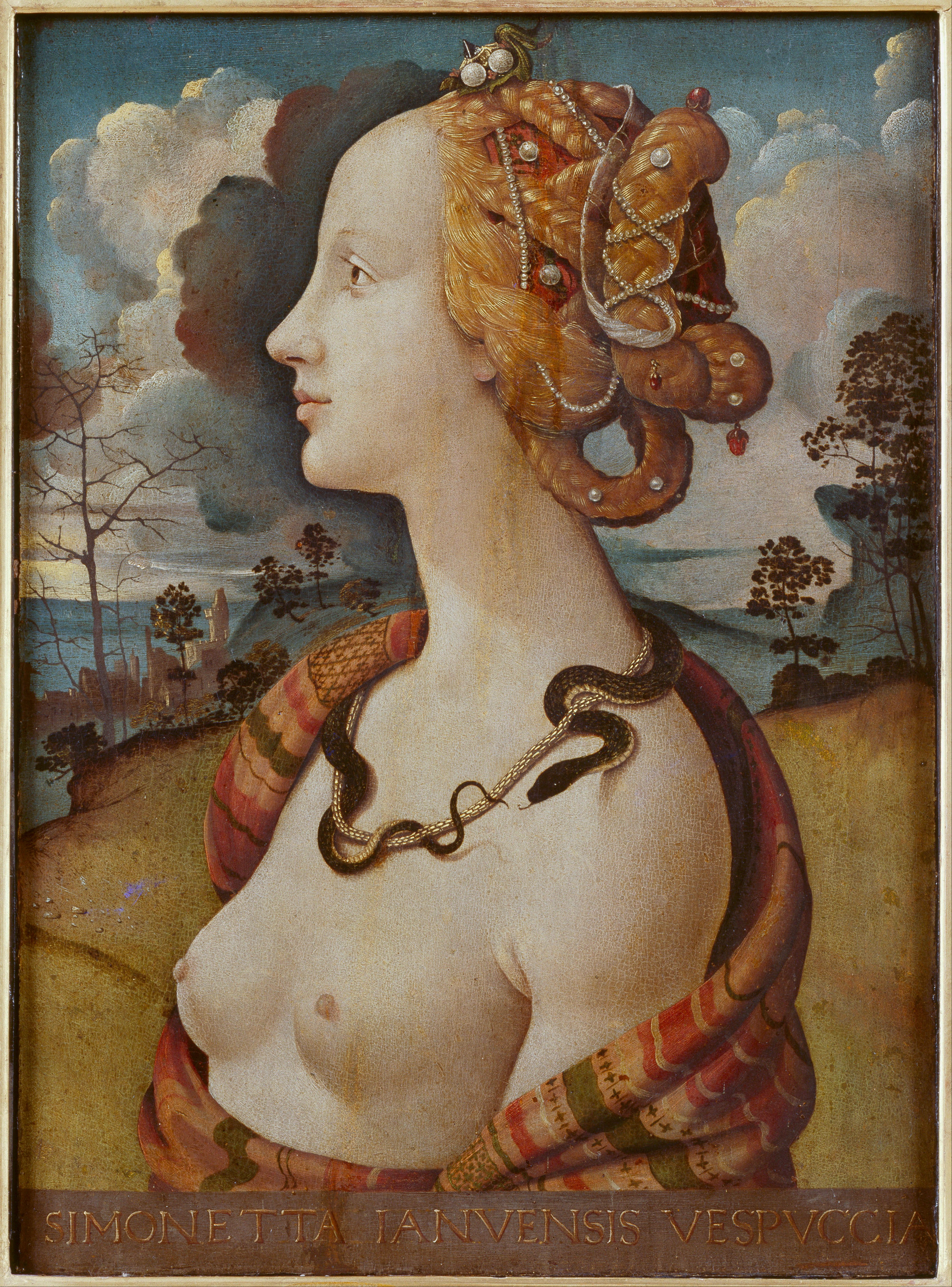
Ritratto di Simonetta Vespucci come Cleopatra (1480 ca.) di Piero di Cosimo, Museo Condé Chantilly.
Cleopatra è raffigurata di profilo, con il seno scoperto e un aspide che le cinge il collo, un attimo prima del morso fatale. Si è ipotizzato, per l'iscrizione probabilmente aggiunta in un secondo momento, che si tratti di un ritratto postumo di Simonetta

## Nella letteratura
Simonetta ebbe fortuna anche presso letterati e poeti dell'Ottocento e del Novecento, in particolare Giosuè Carducci e Gabriele D'Annunzio. Il primo curò un'edizione critica delle Stanze per la giostra del Poliziano e nella prefazione si soffermò a parlare della "bella Simonetta".
(Giosuè Carducci, Prefazione delle Stanze per la giostra)
Merito del Poliziano fu dunque di aver saputo descrivere una figura di donna più viva ed autentica, simbolo di quella stagione unica che fu il Rinascimento a Firenze; più reale di Alcina e Armida che sono figure poetiche, ma anche di Beatrice e Laura, che furono donne reali: le une e le altre o troppo sensuali o troppo eteree.

Il secondo ritornò con frequenza alla sua figura nei suoi scritti con accenni fugaci ma intensi.
(Gabriele D'Annunzio, Alcyone)
Aprile infatti è il mese in cui Simonetta morì.

## Nella filosofia
L'immagine di Simonetta, almeno come ci viene presentata da poeti e scrittori, è una vera e propria "invenzione" pensata per esprimere un'idea non propriamente estetica ma filosofica e politica per rappresentare come un'icona la cultura neoplatonica coltivata e maturata nella Firenze laurenziana degli anni settanta ed ottanta del '400. Cultura che la Congiura dei Pazzi (1478) renderà obsoleta in breve tempo.

## Nella cultura di massa
- L'attrice siciliana Giusy Buscemi ha interpretato Simonetta Vespucci nel documentario Stanotte a (2016).

- Nella serie televisiva Medici (stagione 2), Simonetta ha il volto di Matilda Lutz.